# Hermann Kluge
Hermann Kluge, född 11 mars 1832 i Ehrenhain, Sachsen-Altenburg, död den 25 april 1914 i Altenburg, var en tysk litteraturhistoriker.
Kluge, som var hovbibliotekarie (med titeln professor och geheimehofrat) i Altenburg, skrev bland annat Luther im streit mit Erasmus (1858), Auswahl deutscher gedichte (12:e upplagan 1908) och det genom sin saklighet och översiktlighet framstående, även vid svenska universitet använda arbetet Geschichte der deutschen nationallitteratur (41:a upplagan samma år).